# Ultima chiamata
Ultima chiamata (Dernier rappel) è una commedia teatrale del 2002 scritta da Josiane Balasko. 
È un'opera che fa riflettere su come la vita di ciascuno di noi sia, per così dire, appesa a un filo. Nessun uomo può considerarsi un dio, anche se è idolatrato dai suoi fan.
L'autrice stessa ne ha detto che "fa ridere con la cosa di cui più abbiamo paura: la morte. È un esercizio sano e confortante..."

## Trama
La storia narra di Alex Martinì, "animale" da palcoscenico, cantautore famoso. Questo nella vita pubblica. Ma in privato altro non è che un uomo arrogante, nevrotico, serio,melodrammatico e pieno di manie (dorme ogni notte con una tuta da meccanico). Una sera, rientrato nella sua lussuosa camera d'albergo dopo uno dei suoi concerti, trova ad accoglierlo una ragazza che lui crede una prostituta ma in realtà è una massaggiatrice professionista. Nasce quindi un equivoco. Il cantante riesce comunque a sedurla, ma per lui le donne non sono che un oggetto. Dopo aver mandato via la ragazza appare sulla scena Chantal, ex prostituta, ora "psicopompa", ovvero colei che si occupa di trasportare le anime dei morti nell'aldilà. Infatti Alex Martinì ha un infarto e nell'attesa che il suo corpo materiale cessi di vivere, il suo "spirito" si ingaggia in dialoghi e gag comiche per gli spettatori, non tanto comiche per il personaggio. Si succedono diversi personaggi interessanti e situazioni esilaranti. Succede però un miracolo, la massaggiatrice tornata nella stanza per aver dimenticato un oggetto, scopre il cantante ormai in fin di vita. Alex si sveglia ora in ospedale, decisamente cambiato dall'esperienza extracorporea che ha avuto la notte precedente. Capisce che la vita trascorsa finora è stata priva di valore. Convinto anche dalla psicopompa Chantal che la ragazza che aveva incontrato la notte precedente sia la ragazza della sua vita, decide di intraprendere con lei una relazione stabile.